# Voděrady (okres Blansko)
Obec Voděrady se nachází v okrese Blansko v Jihomoravském kraji. Žije zde 558 obyvatel.

## Název
Na vesnici bylo přeneseno (původně posměšné) označení jejích obyvatel Voděradi - "ti, kteří mají rádi vodu" (tvoření slova odpovídá staré vazbě "být rád něčemu"). Některými badateli navrhované spojení druhé části slova s jihoslovanským slovesným kořenem rad- ("dělat") je nemožné (jméno Voděrady se vyskytuje jen v pásu od Čech po západní Ukrajinu, tedy mimo jihoslovanské území). V pozdně středověkých a raně novověkých dokladech jsou zaznamenány i podoby Oděrady a Voděhrady.

## Historie
První písemná zmínka o obci pochází z roku 1287. V letech 1531–1549 byly Voděrady rozděleny mezi panství černohorské, kunštátské a lysické a toto rozdělení trvalo až do zrušení poddanství. Z roku 1530 pochází listina upravující vztah lysických poddaných k nově zřízenému panskému rybníku se splavem a mlýnem, z roku 1666 je zmínka o pivovaru, který náležel rovněž lysickému panství.
Převážná část voděradských domů i hospodářských stavení byla ještě v první polovině 19. století postavena ze dřeva. Prvním svobodně voleným starostou po roce 1849 se stal Martin Kučka. Tuto funkci zastával 10 roků. 

## Pamětihodnosti
- Křížek

## Fotogalerie

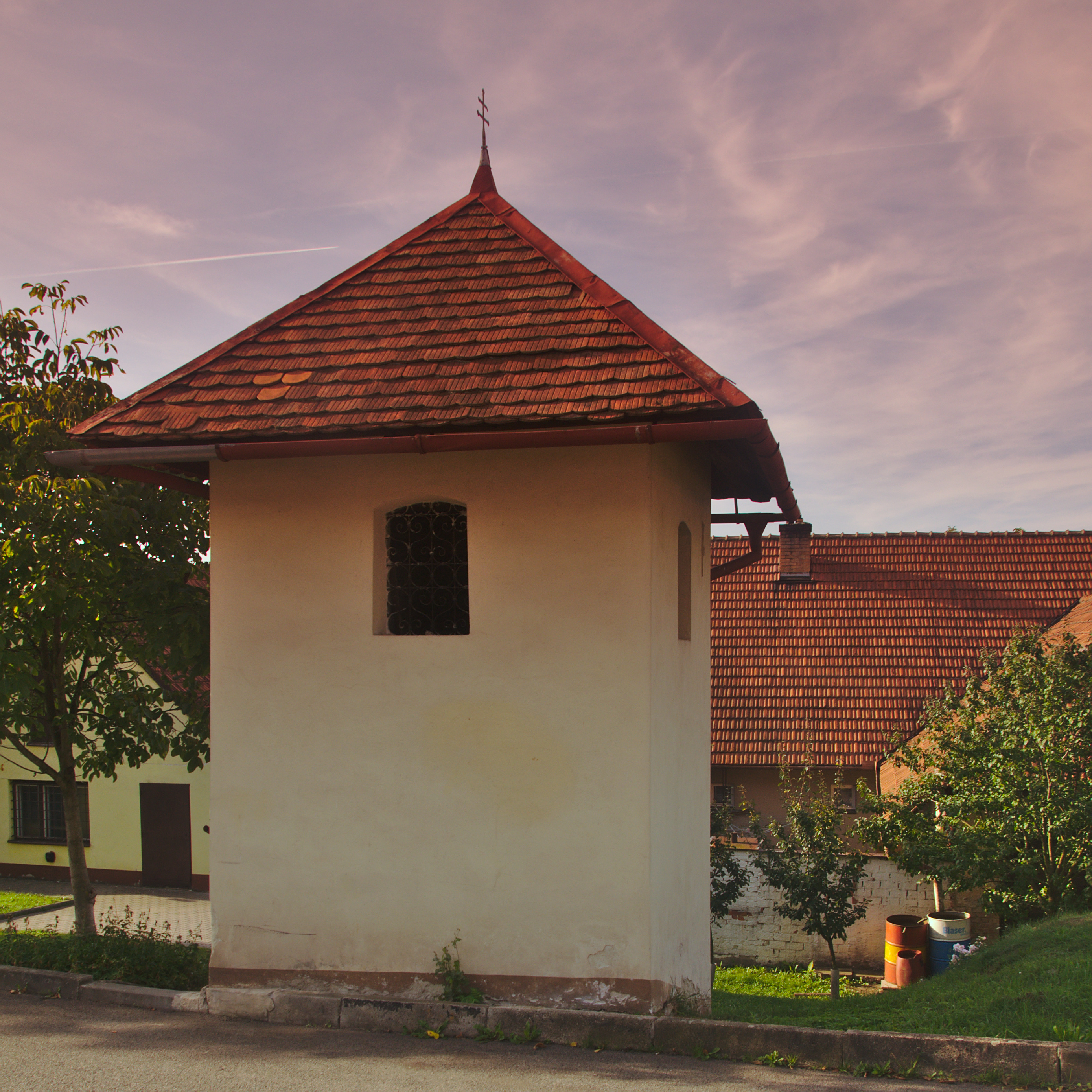
Zvonice
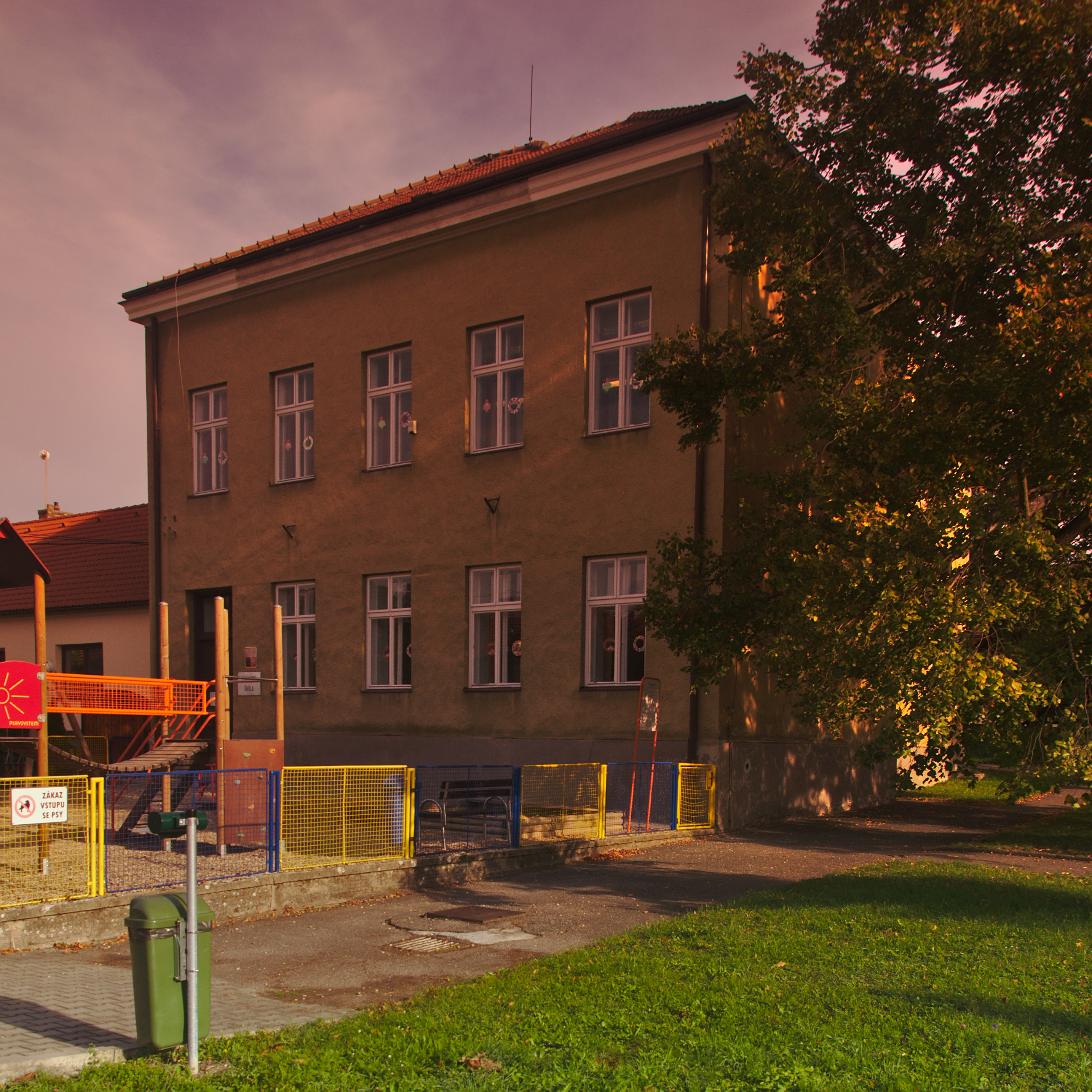
Škola
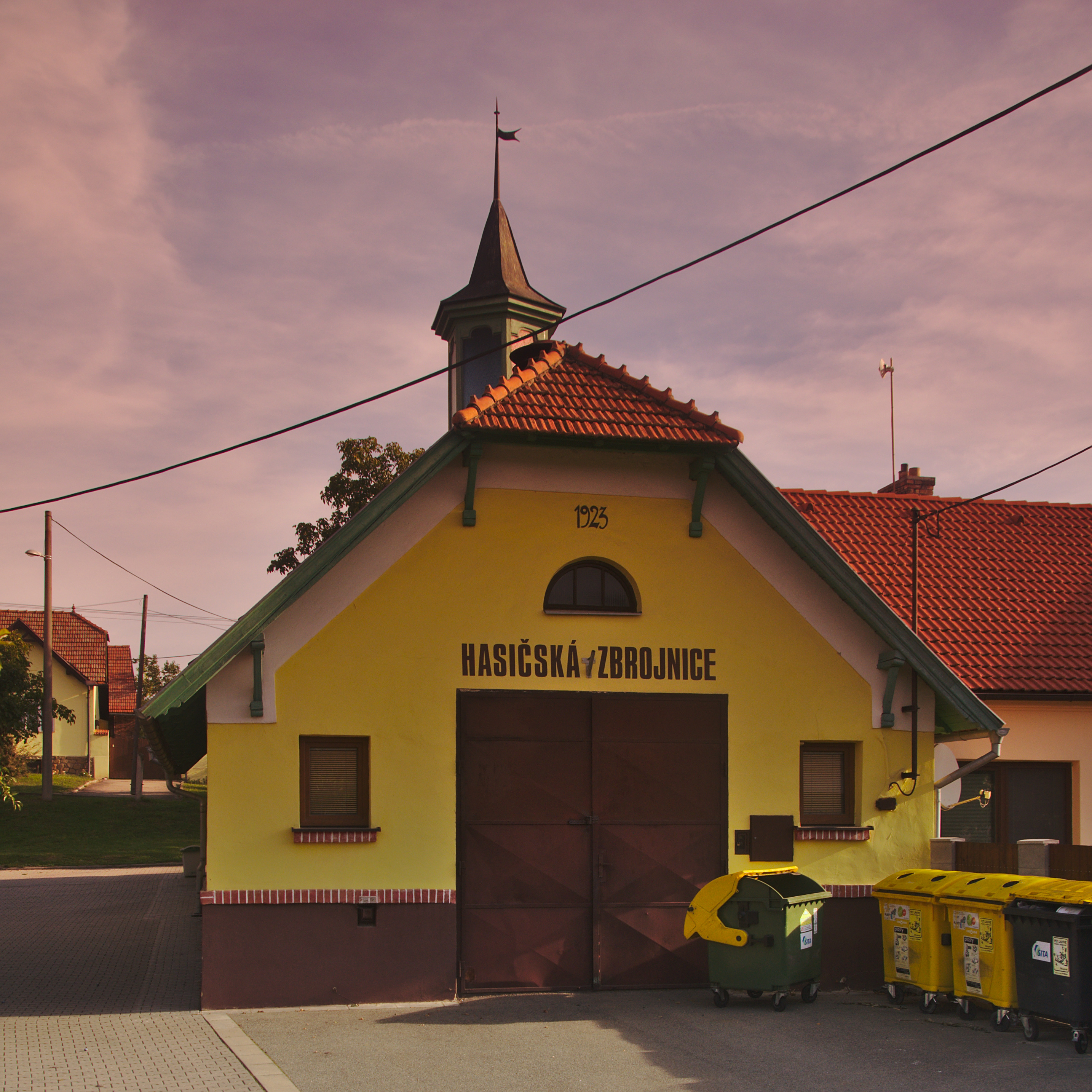
Hasičská zbrojnice
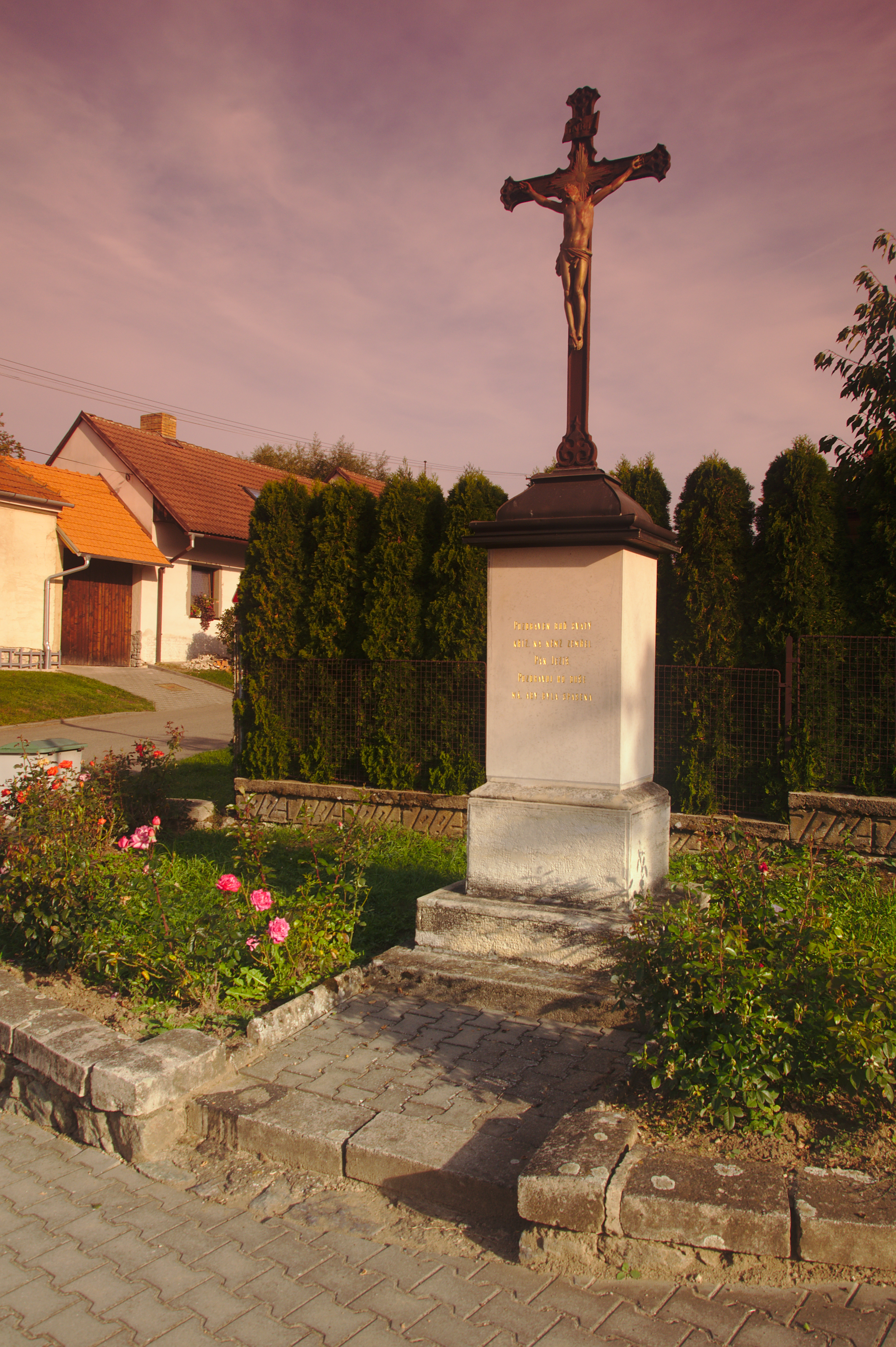
Kříž v obci
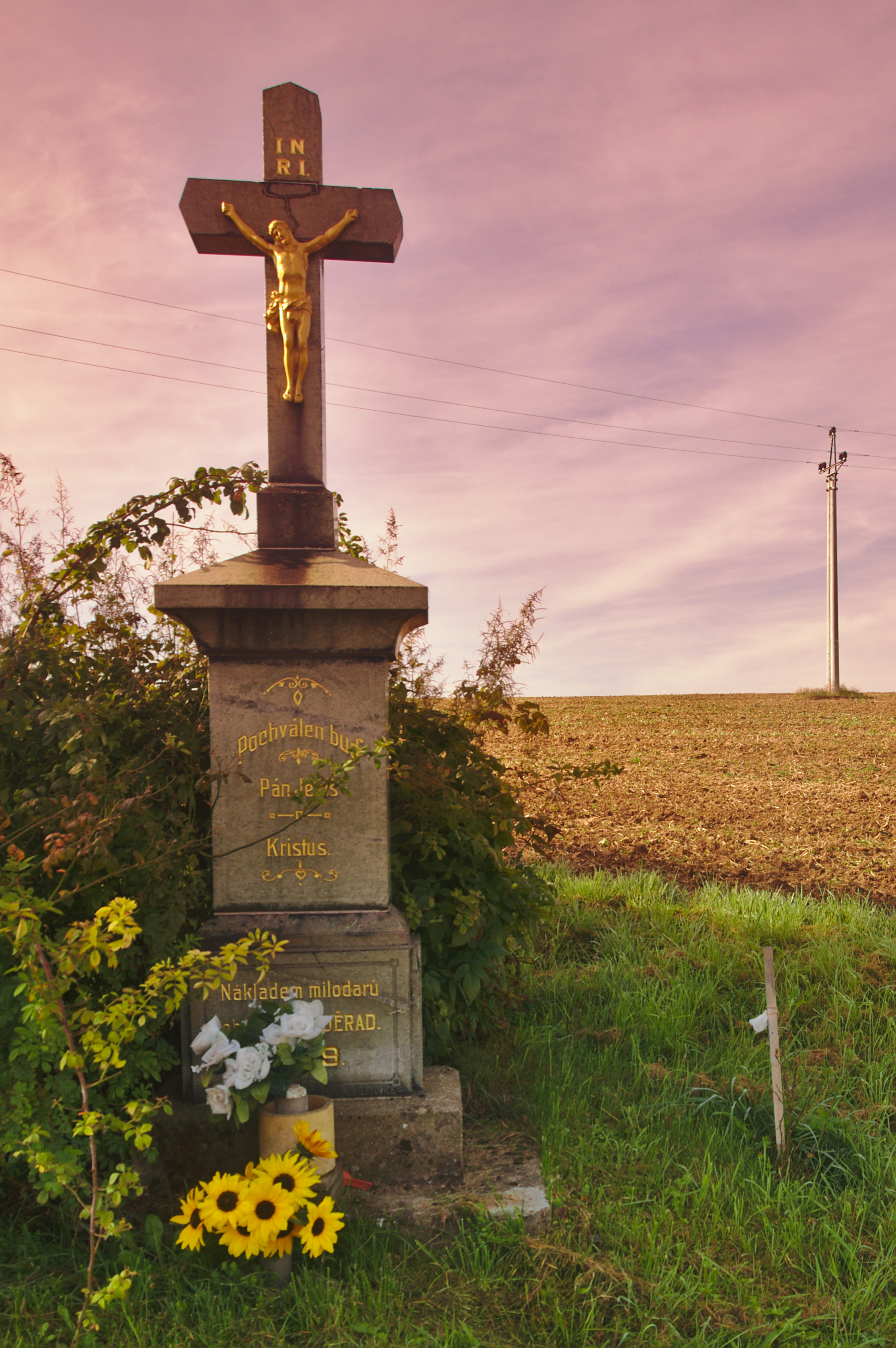
Kříž východně od obce
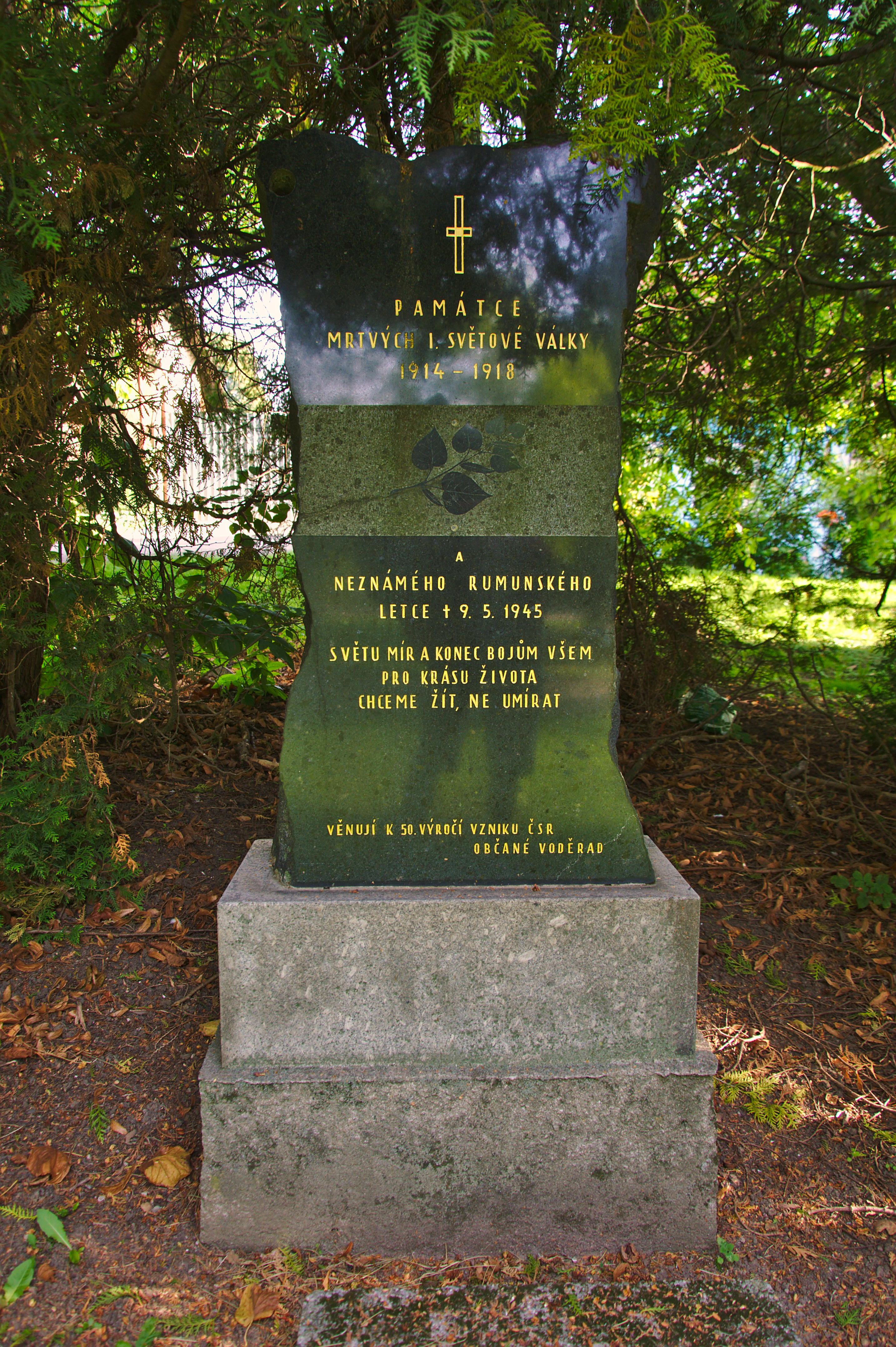
Památník obětem světových válek
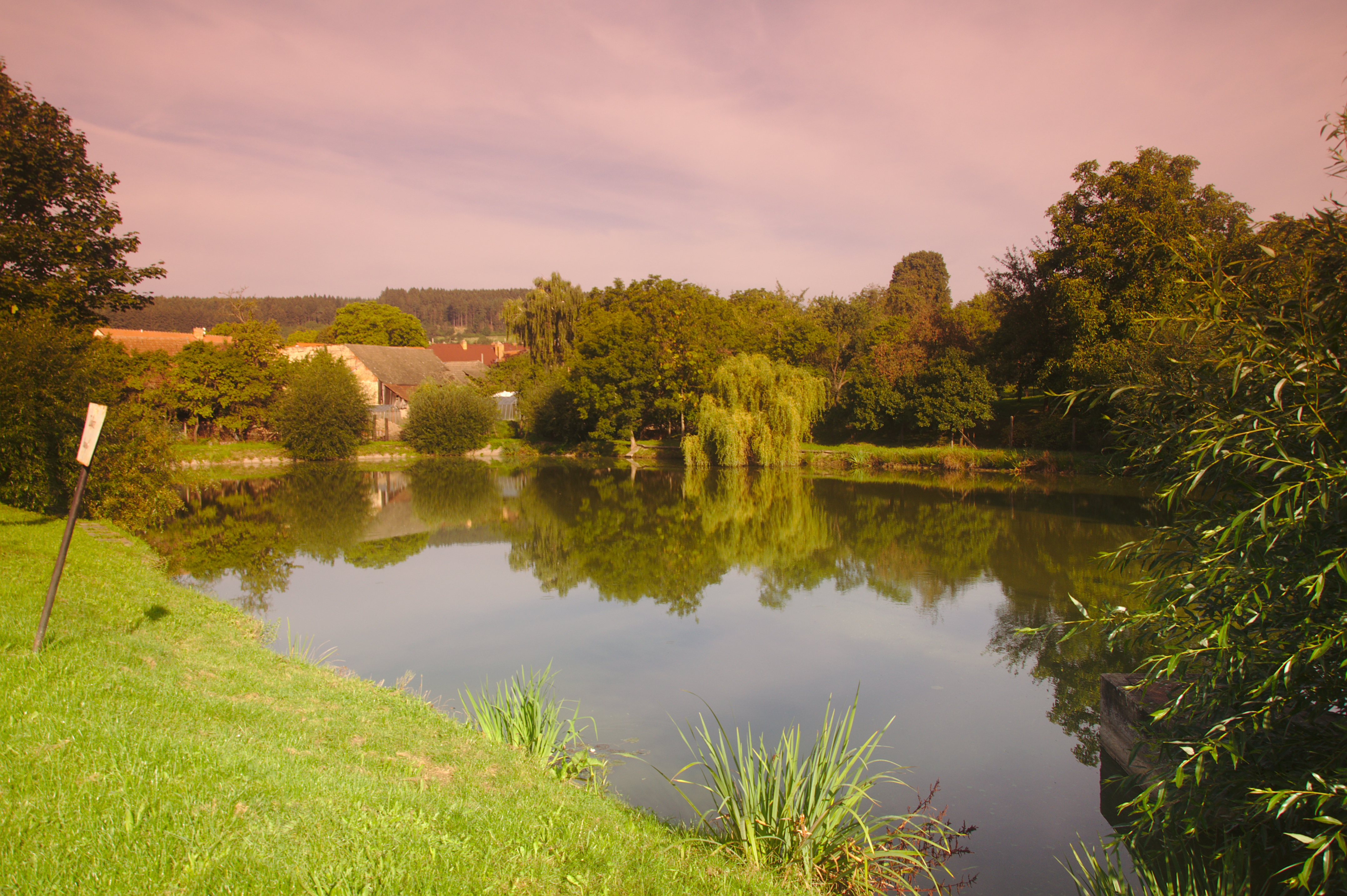
Rybník